# Симбол (књижевност)
Симбол је стилска фигура којом се конкретном предмету придају симболична значења. Један симбол може имати више значења.
Примери:
- небо — симбол мира, слободе, бесконачности;
- бела боја — симбол невиности, чистоте, доброте;
- срп и чекић — симбол комунизма, социјализма, рада;
- кукасти крст — симбол нацизма, фашизма;
- крст — симбол хришћанства, верности;
- давидова звезда — симбол јудаизма, јевреја;
- полумесец и звезда — симбол ислама, муслимана;
- подигнута песница — побуна, незадовољство, револт, непослушност;
- срце — љубав, лепо осећање;
- жута ружа — љубомора.